# Bollekensloop
De Bollekensloop is een beek die door de provincie Noord-Brabant in Nederland en door de provincie Antwerpen in België stroomt.
De beek ontspringt iets ten oosten van Ulicoten uit drie bronnen. Daarna kruist hij de Bartelbaan en gaat vervolgens langs Ulicoten stromen. Kort nadat de beek de Meerleseweg heeft gekruist, wordt het een grensbeekje. Als het geen grensbeekje meer is stroomt hij volledig door Belgisch grondgebied. En hij mondt daarna bij Meerle in België uit in de Heerlese Loop.